# Knautia fleischmannii
Knautia fleischmannii är en tvåhjärtbladig växtart som först beskrevs av Hladnik och Reichenb., och fick sitt nu gällande namn av David Pacher. Knautia fleischmannii ingår i släktet åkerväddar, och familjen Dipsacaceae. Inga underarter finns listade i Catalogue of Life.